# معاتقه
معاتقه (به عربی: المعاتقة) یک شهرداری در الجزایر است که در استان تیزی وزو واقع شده‌است.